# Laëtitia Le Corguillé
Laëtitia Le Corguillé (nascida em 29 de julho de 1986) é uma ciclista de BMX francesa.
Sua carreira no BMX começou em 1991, seguindo o exemplo do seu irmão mais velho, Emeric Le Corguillé. Participou nos Jogos Olímpicos de Verão de 2008 em Pequim, obtendo uma medalha de prata na corrida de BMX feminina. Conquistou duas medalhas no Campeonato Mundial de BMX, ouro em 2006 e bronze em 2005; quatro medalhas no Campeonato Europeu de BMX entre 2005 e 2009.

## Palmarés internacional
| Jogos Olímpicos    | Jogos Olímpicos         | Jogos Olímpicos | Jogos Olímpicos |
| Ano                | Local                   | Medalha         | Competição      |
| ------------------ | ----------------------- | --------------- | --------------- |
| 2008               | Pekín ( China)          | 2               | Corrida         |
| Campeonato Mundial |                         |                 |                 |
| Ano                | Local                   | Medalha         | Competição      |
| 2005               | Paris ( França)         | 3               | Corrida         |
| 2006               | São Paulo ( Brasil)     | 1               | Cruzador        |
| Campeonato Europeu |                         |                 |                 |
| Ano                | Local                   | Medalha         | Competição      |
| 2005               | Echichens ( Suíça )     | 1               | Corrida         |
| 2006               | Cheddar ( Reino Unido)  | 1               | Carrera         |
| 2008               | Weiterstadt ( Alemanha) | 1               | Corrida         |
| 2009               | Fredericia ( Dinamarca) | 2               | Corrida         |